# Néstor Isasi
Néstor Daniel Isasi Guillén (ur. 9 kwietnia 1970 w Encarnación) – paragwajski piłkarz występujący na pozycji obrońcy.

## Kariera klubowa
Isasi rozpoczynał swoją karierę piłkarską w zespole Sport Colombia, w barwach którego zadebiutował w lidze paragwajskiej jako dwudziestolatek. Nie zdołał jednak odnieść z nim żadnych większych sukcesów, podobnie jak w kolejnym klubie, skromnym Nueva Estrella, którego barwy reprezentował przez półtora roku. Jednym z czołowych defensorów w kraju został dopiero podczas gry w Club Guaraní ze stołecznego miasta Asunción, gdzie trafił w 1994 roku, natomiast w sezonie 1996 wywalczył z nim wicemistrzostwo Paragwaju.
Latem 1997 Isasi trafił do jednego z najbardziej utytułowanych klubów w Brazylii, São Paulo FC. Nie miał pewnego miejsca w wyjściowej jedenastce tej ekipy, jednak wywalczył z nim mistrzostwo ligi stanowej Campeonato Paulista w 1998 roku. Jesienią 1998 występował w innym brazylijskim zespole, América FC, w barwach którego rozegrał dziewięć spotkań w Campeonato Brasileiro Série A. W 1999 roku powrócił do ojczyzny, podpisując umowę ze swoim byłym klubem Guaraní. Podczas rozgrywek 2000 w roli podstawowego obrońcy zdobył z nim kolejny tytuł wicemistrzowski.
W połowie 2001 roku Isasi trafił do czołowej paragwajskiej drużyny Club Olimpia. W 2002 roku odniósł z nią największy sukces w profesjonalnej karierze, wygrywając najbardziej prestiżowe rozgrywki na kontynencie – Copa Libertadores; jego zespół pokonał wówczas w dwumeczu finałowym brazylijski São Caetano, a on sam był kluczowym graczem ekipy prowadzonej przez Nery'ego Pumpido. W tym samym roku rozegrał również cały mecz przeciwko Realowi Madryt w Pucharze Interkontynentalnym, jednak Olimpia przegrała ostatecznie to spotkanie 0:2.
W sezonie 2004 Isasi reprezentował barwy innego stołecznego klubu, Cerro Porteño, z którym wywalczył wówczas pierwsze w karierze mistrzostwo Paragwaju. Później był zawodnikiem Club Nacional, za to w 2006 roku powrócił do Olimpii, podobnie jak poprzednio nie zdobywając z nią żadnego trofeum na arenie krajowej. Karierę piłkarską zakończył w wieku 38 lat w chilijskim Deportes Antofagasta, z którym w sezonie 2008 spadł do drugiej ligi.

## Kariera reprezentacyjna
W seniorskiej reprezentacji Paragwaju Isasi zadebiutował za kadencji selekcjonera Ladislao Kubali, w 1995 roku, i już w swoim debiucie wpisał się na listę strzelców. Mimo to przez następne kilka lat występował wyłącznie w meczach towarzyskich. W 2001 roku został powołany przez urugwajskiego szkoleniowca Sergio Markariána na turniej Copa América, gdzie wystąpił w dwóch spotkaniach, za to jego kadra zakończyła swój udział w rozgrywkach na fazie grupowej. Ogółem swój bilans reprezentacyjny zamknął na jednym zdobytym golu w szesnastu spotkaniach.